# トゥインクル トゥインクル
「トゥインクル トゥインクル」は、Winkの21枚目のシングル。1994年5月25日にポリスターより発売された。

## 解説
- 表題曲「トゥインクル トゥインクル」は、前作「いつまでも好きでいたくて」に続き、秋元康が作詞を担当したWinkの楽曲。作曲・編曲はジェイムス下地が担当している。

1994年4月初旬より放送開始の大井競馬場「トゥインクルレース」（1994年度）CMソングとして使用された。
- カップリング曲は「Tasty」。作詞を芹沢類、作曲・編曲を斉藤英夫が担当している。

同曲はWink本人達が出演したダンキンドーナツのCMソングとして使用された。また同時期に前年の1993年に続き、資生堂「プルミエ エアフィール」にWink本人達が出演及びCMソングを担当したが、その楽曲はCMオリジナル曲であり、未発売となっている。
- 1994年5月25日に発売。オリコンチャートの週間ランキングでは、6月6日付の初登場28位を最高位とし、以後、100位以内には、7月25日付の68位まで、8週連続ランクインした[5]。同チャートの年間ランキングでは、1994年度において売上7.393万枚により267位となっている[2]。

## 収録曲
1. トゥインクル トゥインクル
  - 作詞：秋元康 / 作曲・編曲：ジェイムス下地
2. Tasty
  - 作詞：芹沢類 / 作曲・編曲：斉藤英夫
3. トゥインクル トゥインクル 〜オリジナルカラオケ〜
4. Tasty 〜オリジナルカラオケ〜

## 収録アルバム
- トゥインクル トゥインクル
  - overture! - Original Version (シングル・バージョン) と60's Versionを収録
  - Reminiscence - 1995 CLASSIC MIXを収録
  - WINK MEMORIES 1988-1996
  - TREASURE COLLECTION WINK BEST
- Tasty
  - overture! - Acoustic Version
  - Back to front

## テレビ番組における歌唱
※ 在京キー局のテレビ番組の放送日は首都圏のもの。地方の系列局の放送日は異なる場合がある。
- トゥインクル トゥインクル

| 放送日 (曜日)               | 番組名                         | 放送局     | 備考 |
| --------------------------- | ------------------------------ | ---------- | --- |
| 1994.05.15 (日)[6]          | アイドルオンステージ[6]        | NHK BS2    | |
| 1994.06.04 (土) 深夜[注 1]  | COUNT DOWN TV[注 1]            | TBS        | |
| 1994.06.05 (日)[7]          | アイドルオンステージ[7]        | NHK BS2    | Winkは同番組で「無実のオブジェ」と「いつまでも好きでいたくて」も歌唱。 |
| 1994.06.19 (日)[注 2][注 3] | 歌謡びんびんハウス[注 2][注 3] | テレビ朝日 | Winkは同番組の次回7月3日(日)放送分にも出演[注 4]。 |
| 1994.06.24 (金) 深夜[注 5]  | タモリ倶楽部[注 5]             | テレビ朝日 | 同番組では、司会者のタモリと出川哲朗が、Winkの振付師・三浦亨より本曲の振付のレッスンを受けた後、同曲を歌唱するWinkとともにこれを踊る[注 5]。同デュオは既製品の衣服を着用して出演。                                                         |
| 1994.08.07 (日)[8]          | アイドルオンステージ[8]        | NHK BS2    | Winkは同番組において、本曲、「ピアスの真相」、「結婚しようね」のメドレーを歌唱。 |
| 1994.08.10 (土)[注 6]       | '94フェスタしずおか[注 6]      | 静岡放送   | Winkはコンサート用の衣装を着用して出演し、「Sexy Music」、「摩天楼ミュージアム」、「咲き誇れ愛しさよ」も歌唱[注 6]。 |
| 1994.08.28 (日)[注 7]       | スーパーJOCKEY[注 7]           | 日本テレビ | |
| 1994.10.09 (日)[9]          | アイドルオンステージ[9]        | NHK BS2    | Winkはコンサート用の衣装を着用し、アルバム『overture!』に収録される本曲の60'sバージョンを歌唱。 |
| 1996.03.16 (土)[注 8]       | THE夜もヒッパレ[注 8]          | 日本テレビ | 活動停止前のWink最後のテレビ出演[10]。 Winkは同番組において、「いい日旅立ち」（山口百恵の楽曲）、「淋しい熱帯魚」、「涙をみせないで」、「愛が止まらない」、本曲、「Sexy Music」のメドレーを歌い、華原朋美の楽曲「I'm proud」も歌唱[注 8]。 |

## カバー
- トゥインクル トゥインクル
  - デルフィン・ツァイ（中国語版）（蔡幸娟。台湾の女性歌手） – 北京語カバー。タイトルは「天天在變」。デルフィン・ツァイのアルバム『緣份』（台湾・福茂唱片（中国語版）、1994年9月22日）に収録。北京語詞：黄淑英、編曲：塗恵元。
  - 璃杏 - オムニバスカバーアルバム 『J-POP Fun Mix Vol.1』（ドライブ・ミュージック・エンタテインメント、2008年4月）および『J-POP エアロ伝説 ミラーボール edition』（同前、2009年6月）、『J-POPディスコ伝説』（同前、2011年12月7日）に収録。

## Twinkle Twinkle 2017
「Twinkle Twinkle 2017」（トゥインクル トゥインクル にせんじゅうなな）は、相田翔子 feat. オリエンタルラジオによる「トゥインクル トゥインクル」のリバイバル版である。配信限定シングルとして2017年6月28日によしもとアール・アンド・シーより発売された。

### 解説
TOKYO CITY KEIBA「トゥインクルレース2017」のCMソングとして制作され、2017年4月6日にYouTubeで公開された、ローラとオリエンタルラジオが出演するTOKYO CITY KEIBAのWEB限定動画にて初公開される。
原曲よりもテンポが速くなっており、オリエンタルラジオによるラップも追加されている。RADIO FISHの「PERFECT HUMAN」を作編曲したことで知られるOOPARTZのJUVENILEが編曲を手掛け、ラップ作詞はYOMIKOの深田充宏が担当した。
相田翔子 feat. オリエンタルラジオ名義でのリリースとなっているが、サビ前の部分でわずかながらローラも参加している。
6月28日のリリースに先駆け、6月21日からiTunes及びレコチョクで先行配信が行われた。
同年6月26日から翌2018年3月31日の期間、TOKYO CITY KEIBAの最寄駅である大井競馬場前駅の発車メロディとして採用された。